# Воеводин, Леонид Михайлович
Леонид Михайлович Воеводин (1911—1983) — генерал-лейтенант Советской Армии, участник боёв на Халхин-Голе, Великой Отечественной и советско-японской войн, Герой Советского Союза (1939).

## Биография
Леонид Воеводин родился 14 августа 1911 года в Курске в семье служащего. Рано остался без родителей, воспитывался в детском доме в селе Успенское Одинцовского района Московской области. Окончил среднюю школу. В 1930 году Воеводин был призван на службу в Рабоче-крестьянскую Красную Армию. Учился в Московской артиллерийской школе имени Красина, окончил её в ноябре 1933 года. В 1934—1939 годах он служил в Забайкальском военном округе, командовал взводом, аэрометрическим постом, был помощником начштаба дивизиона. К июлю 1939 года капитан Леонид Воеводин командовал 8-й батареей 185-го артиллерийского полка Резерва главного командования. Отличился во время боёв на Халхин-Голе.
Принимал активное участие в боях в районе реки Халхин-Гол на территории Монголии в период с 11 мая по 16 сентября 1939 года. 23 июля он, будучи раненым, не покинул поля боя и продолжил управлять огнём своей батареи.
Указом Президиума Верховного Совета СССР от 17 ноября 1939 года за «мужество и героизм, проявленные при выполнении воинского и интернационального долга» капитан Леонид Воеводин был удостоен высокого звания Героя Советского Союза с вручением ордена Ленина и медали «Золотая Звезда» за номером 165.
В 1941 году Воеводин окончил Военную академию имени Фрунзе. С июля того же года — на фронтах Великой Отечественной войны. Принимал участие в боях на Южном, Брянском, Волховском и Карельском фронтах. С августа по октябрь 1941 года командовал 5-м гвардейским миномётным полком (1-го формирования), затем был начальником Оперативной группы гвардейских миномётных частей КА (ОГ ГМЧ) фронтов, с августа 1944 года — заместителем командующего артиллерией фронта по ГМЧ. 
В 1945 году участвовал в советско-японской войне. 
В 1949 году Воеводин окончил Военную академию Генерального штаба, в 1960 году — Высшие артиллерийские академические курсы. Работал в системе Гражданской обороны СССР. 
В 1968 году в звании генерал-лейтенанта Воеводин был уволен в запас. Проживал в Ленинграде. Скончался 20 сентября 1983 года в Москве, похоронен на Кунцевском кладбище.
Награждён двумя орденами Ленина, тремя орденами Красного Знамени, орденами Суворова 2-й степени, Кутузова 2-й степени, Красной Звезды, монгольскими орденами Красного Знамени и «За боевые заслуги», а также рядом медалей. 

## Память
- На стенде Военно-исторического музея артиллерии, инженерных войск и войск связи (Санкт-Петербург) — фотографии и описания боевых подвигов генерала-лейтенанта Воеводина[2].